# Psychiko
Psychiko (griechisch Ψυχικό (n. sg.), veraltet auch Psychikon) ist eine Vorstadt von Athen. Sie befindet sich südlich des Olympia-Sportkomplexes Athen und nördlich der Athener Innenstadt.
Psychiko wurde 1929 aus der Gemeinde Chalandri ausgegliedert und war zunächst eine Landgemeinde (kinotita). 1944 erfolgte die Hochstufung zur Stadtgemeinde (dimos), die 1945 wieder zurückgenommen, schließlich 1982 erneut vollzogen wurde. Zum 1. Januar 2011 wurde Psychiko mit Filothei und Neo Psychiko zur neuen Gemeinde Filothei-Psychiko fusioniert, wo es seither einen Gemeindebezirk bildet und die Gemeindeverwaltung beherbergt.
Psychiko ist eine reine Wohngegend, kommerzielle Geschäfte sind nur in den zwei begrenzten Gebieten „Nea Agora“ (Neuer Marktplatz) und „Palia Agora“ (Alter Marktplatz) genehmigt. Psychiko war früher die Heimat vieler Aristokratenfamilien und Mitglieder der königlichen Familie und ist bis heute einer der wohlhabendsten Bezirke Athens. Viele Konsulate und Botschaften haben ihren Sitz in Psychiko.

## Botschaften und Konsulate
Folgende Botschaften und Konsulate befinden sich in Psychiko:

### Botschaften
- Bulgarien
- China
- Kroatien
- Tschechische Republik
- Georgien
- Ungarn
- Indonesien
- Iran
- Irak
- Israel
- Jordanien
- Kuwait
- Libanon
- Libyen
- Marokko
- Philippinen
- Polen
- Rumänien
- Russland
- Saudi-Arabien
- Slowakei
- Slowenien
- Syrien
- Thailand
- Tunesien
- Vatikanstadt
- Venezuela

### Konsulate
- Island
- Libyen
- Polen
- Türkei

## Bedeutende Einzelbauten (Auswahl)
- Einfamilienhaus in der Zervou 9, Architekt: Takis Zenetos, 1959[3]
- Apartmenthaus in der Al. Papanastasiou 26–28, Architekten: Giorgos Manetas, Eleni Comili-Maneta, 1978–79[4]
- Einfamilienhaus in der Al. Papanastasiou 61, Architekt: Pantelis Nikolakopoulos, 2000–06[5][6]